# غرينفيلد (لا مقاطعة اكروس)
غرينفيلد، لا مقاطعة اكروس (بالإنجليزية: Greenfield, La Crosse County, Wisconsin)‏ هي بلدة تقع بولاية ويسكونسن في الولايات المتحدة. تبلغ مساحتها 77.9 (كم²)، وترتفع عن سطح البحر 385 م، بلغ عدد سكانها 1524 نسمة في عام 2012 حسب إحصاء مكتب تعداد الولايات المتحدة وتصل الكثافة السكانية فيها 19.7 نسمة/كم2.

## وصلات خارجية
- The US50 - Cities and Towns in Wisconsin State
- Wisconsin Cities and Towns, Facts, Map, Flag, Colleges, Government, and More